# Ginella Zerbo
Ginella Zerbo (5 mei 1997) is een Nederlands hockeyster. Zerbo speelde eerder voor Craeyenhout en Pinoké, en komt sinds 2014 uit voor SCHC. Op 17 maart 2015 debuteerde ze in de Nederlandse hockeyploeg in een oefeninterland tegen Duitsland. Met het Nederlandse team won Zerbo in 2018 de 23e editie van de Champions Trophy.

## Erelijst
- Olympische Jeugdzomerspelen 2014
- Europees kampioenschap hockey vrouwen 2015
- Champions Trophy 2018